# Registro
Registro este un oraș în São Paulo (SP), Brazilia.